# Президентские выборы в Алжире (1963)
Впервые президентские выборы были проведены в Алжире 15 сентября 1963 года. Действующий Ахмед бен Белла из Фронта национального освобождения (единственная законная партия) был единственным кандидатом и был переизбран с 99,6% голосов, основываясь на явке 88,9%.

## Результаты
| Кандидат                           | Партия                             | Голосов   | %    |
| ---------------------------------- | ---------------------------------- | --------- | ---- |
| Ахмед бен Белла                    | Фронт национального освобождения   | 5,805,103 | 99.6 |
| Против                             | Против                             | 22,515    | 0.4  |
| Недействительные/пустые бюллетени  | Недействительные/пустые бюллетени  | 22,515    | –    |
| Всего                              | Всего                              | 5,850,133 | 100  |
| Зарегистрированные избиратели/явка | Зарегистрированные избиратели/явка | 6,581,340 | 88.9 |
| Источник: Nohlen et al.            |                                    |           |      |